# 國際人權協會

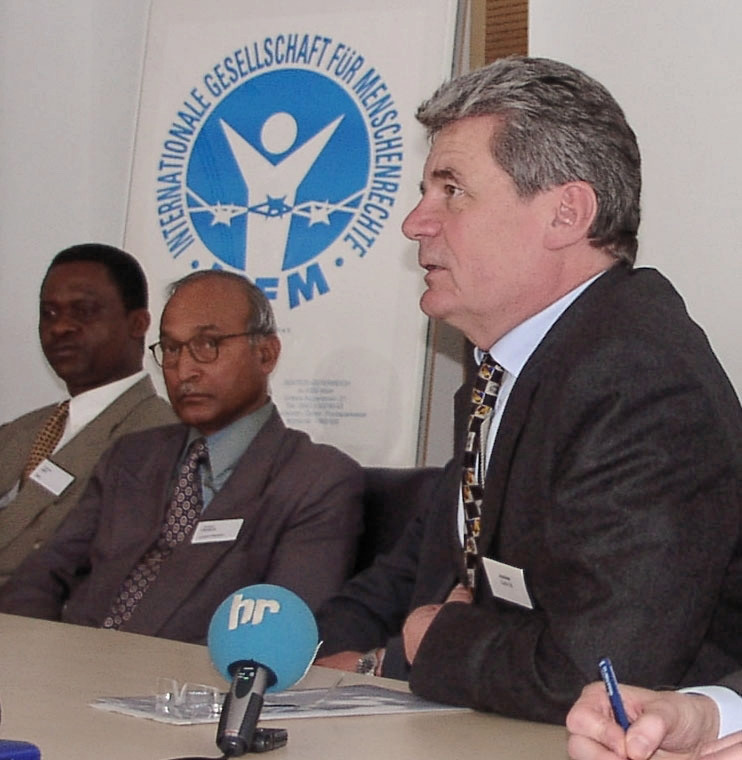
人權活動家在國際人權協會的新聞發佈會上發言

國際人權協會（ISHR）是一個國際性的非政府、非營利性的人權組織，參與歐盟理事會，其任務是推動落實聯合國1948年國際人權宣言。最早成立於1972年，後來在奧地利、瑞士、英國、法國成立分布，至今已發展至35國家分會及附屬機構。